# 塞尼卡湖怪兽
塞尼卡湖怪兽（英文：Seneca Lake Monster）是指出没于美国纽约州塞尼卡湖的神秘动物，其历史可追溯至19世纪。1900年7月14日，蒸汽船Otetiani号的乘客目击一只神秘动物，据船长的观察，这只动物25英尺。据《星期日电讯报》的报道，这只动物之后受到船只撞击而死亡。据报道，地质学家George R. Elwood教授也是目击者之一，他详细记录了怪物的信息：尸体类似鲟鱼、两排三角形白色牙齿、总长25英尺、头部长4英尺且呈三角形、重约1000磅。在此之后，塞尼卡湖附近的居民相继看见了类似巨型鲤鱼或海豚的神秘动物在湖中游动。2015年8月5日，杰尼瓦市以6比1的投票结果修改城市法第206章-狩猎与诱捕，禁止任何人伤害塞尼卡湖怪兽及其后代。